# Baduizm
Albums de Erykah Badu
Live
(1997)
Singles
1. On & On
Sortie : Décembre 1996
2. Next Lifetime
Sortie : Mai 1997
3. Otherside of the Game
Sortie : Septembre 1997

Baduizm est le premier album studio d'Erykah Badu, sorti le 11 février 1997. 
Baduizm a fait de Badu une artiste populaire et a reçu d'excellentes critiques, loué comme un retour à une musique soul épurée comme au début des années 1970.
Rolling Stone a classé l'opus à la 65e place de sa liste des « 100 meilleurs albums des années 1990 » et Spin à la 12e place des « 20 meilleurs albums de 1997 ».
L'album a été certifié triple disque de platine par la Recording Industry Association of America (RIAA) le 27 juin 2000
Le titre le plus connu de cet album est On & On. 
Le 17 juillet 2007, une édition spéciale de Baduizm fut produite, contenant l'album original ainsi qu'un CD bonus contenant différentes versions de On & On, Appletree, Next Lifetime et A Child With the Blues.

## Liste des titres
| No  | Titre                  | Auteur                                                         | Contient un (des) sample(s) de                                    | Durée |
| --- | ---------------------- | -------------------------------------------------------------- | ----------------------------------------------------------------- | ----- |
| 1.  | Rimshot (Intro)        | Erykah Badu, Madukwu Chinwah                                   |                                                                   | 1:56  |
| 2.  | On & On                | Badu, Jaborn Jamal                                             |                                                                   | 3:45  |
| 3.  | Appletree              | Badu, Robert Bradford                                          | On & On d'Erykah Badu                                             | 4:25  |
| 4.  | Otherside of the Game  | Badu, Bro ?uestlove, Richards Nichols, James Poyser, The Roots | Family Reunion des O'Jays                                         | 6:33  |
| 5.  | Sometimes...           | Badu, Nichols, Poyser, The Roots                               | I Feel Like Loving You Today de Donald Byrd and 125th St, N.Y.C.  | 0:44  |
| 6.  | Next Lifetime          | Badu, A. Scott                                                 |                                                                   | 6:26  |
| 7.  | Afro                   | Badu, Jahphar Barron, Poyser                                   |                                                                   | 2:04  |
| 8.  | Certainly              | Badu, Chinwah                                                  |                                                                   | 4:43  |
| 9.  | 4 Leaf Clover          | David Lewis, Wayne Lewis                                       |                                                                   | 4:34  |
| 10. | No Love                | Badu, Bradford                                                 | Lucky Fellow de Leroy Hutson I Love You Too Much de Stevie Wonder | 5:08  |
| 11. | Drama                  | Badu, Ty Macklin                                               | Pastime Paradise de Stevie Wonder                                 | 6:02  |
| 12. | Sometimes...           | Badu, Nichols, Poyser, The Roots                               |                                                                   | 4:10  |
| 13. | Certainly (Flipped It) | Badu, Chinwah                                                  | Summer Madness de Kool & the Gang                                 | 5:26  |
| 14. | Rimshot (Outro)        | Badu, Chinwah                                                  |                                                                   | 2:19  |

| 15. | On & On (Jazz Mix)                          | Erykah Badu, JaBorn Jamal, Bob Powers     | 6:46 |
| 16. | On & On (Da Boom Squad Remix)               | Erykah Badu, JaBorn Jamal, Bob Powers     | 4:23 |
| 17. | Appletree (2B3 Summer Vibes Mix)            | Erykah Badu, Robert Bradford, Ike Lee III | 4:35 |
| 18. | Appletree (Live @ The Jazz Café)            | Erykah Badu, Robert Bradford, Ike Lee III | 3:03 |
| 19. | Next Lifetime Linslee Remix)                | Erykah Badu, A. Scott, Tone the Backbone  | 5:55 |
| 20. | A Child with the Blues (Terrance Blanchard) |                                           | 5:13 |

## Musiciens
- Erykah Badu : Claviers, voix, chœur
- Ron Carter : Guitare basse
- Madukwu Chinwah : Voix
- Ike Lee III : Claviers
- N'Dambi : Voix
- Bob Power : Guitare, claviers, divers instruments
- Tone Da Backbone : Divers instruments

### Autres participants
- Producteurs : Erykah Badu, Jahphar Barron, Robert Bradford, Madukwu Chinwah, Jaborn Jamal, Ike Lee III, John Meredith, Richard Nichols, Bob Power, James Poyser, The Roots, Tone da Backbone
- Producteurs Exécutifs : Kedar Massenburg
- Ingénieurs : Lee Anthony, Tim Donovan, Michael Gilbert, Dave Ivory, Anthony Lee, Bob Power, Frank Salazar, Chris Trevett
- Assistant ingénieurs : Tim Donovan, Sharon Kearney, Charles McCrorey, John Meredith
- Mixe : Ken Ifill, Tim Latham, Bob Power
- Assistants Mixe : Martin Czembor, Tim Donovan, Paul Shatraw
- Programmation : Erykah Badu, Ike Lee III, Bob Power, Tone da Backbone
- Programmation (Percussion) : Erykah Badu, John Meredith
- Direction artistique : Sandie Lee Drake
- Design : Susan Bibeau
- Photographie : Marc Baptiste
- Styliste : Andrew Dosunmu

## Classement

### Album
| Classement             | Position |
| ---------------------- | -------- |
| Billboard 200          | 2        |
| Top R&B/Hip-Hop Albums | 1        |
| Sverigetopplistan      | 7        |

### Singles
| Année | Single  | Classement                         | Position |
| ----- | ------- | ---------------------------------- | -------- |
| 1997  | On & On | Hot Dance Music/Maxi-Singles Sales | 3        |
| 1997  | On & On | Hot R&B/Hip-Hop Songs              | 1        |
| 1997  | On & On | Rhythmic Top 40                    | 23       |
| 1997  | On & On | Billboard Hot 100                  | 12       |

## Distinctions

### Grammy Awards
| Années | Single/Album | Catégorie                                | Résultat  |
| ------ | ------------ | ---------------------------------------- | --------- |
| 1997   | Baduizm      | Meilleur album RnB                       | Vainqueur |
| 1997   | On & On      | Meilleure prestation vocale R&B féminine | Vainqueur |
| 1997   | On & On      | Meilleure chanson RnB                    | Nommée    |
| 1997   | Erykah Badu  | Meilleur nouvel artiste                  | Nommée    |